# Insara bolivari
Insara bolivari är en insektsart som först beskrevs av Griffini 1896.  Insara bolivari ingår i släktet Insara och familjen vårtbitare. Inga underarter finns listade i Catalogue of Life.